# 간도
간도(間島, 중국어 간체자: 间岛, 병음: Jiāndǎo 젠다오[*])는 압록강 상류와 두만강 북쪽의 조선인 거주 지역을 일컫는 말로, 간도의 범위에 관하여는 여러 이견이 있다. 일반적으로 간도라 하면 현재의 연변 조선족 자치주 지역을 가리키며, 두만강 북쪽인 연변 지역을 '북간도'(또는 '동간도'), 그 서쪽인 압록강 북쪽 지역을 '서간도'라 부르기도 한다.
간도(間島)는 글자 그대로 풀이하면 사이섬(사잇섬)으로, 그 어원에 대해서는 의견이 분분한데, 그 가운데 '사잇섬'이란 말 뜻에 비추어 '간도'가 본래는 압록강과 두만강의 하중도(河中島)를 가리키는 말이었다가 두 강의 북안(北岸)을 가리키는 말로 그 의미가 확장·변형된 것이라 보는 견해가 유력하다.
19세기 말, 조선과 청나라가 백두산정계비에 쓰여진 "토문(土門)"을 서로 달리 해석하면서 이 지역(동간도)에 대한 귀속 문제가 불거졌다. 당시 조선은 정계비의 위치상 '토문은 두만강과 별개의 강이다'고 주장하였고, 1903년에는 이범윤을 간도관리사로 파견하여 간도에 대한 실효적 지배를 시도하기도 했다.

## 역사

### 18세기까지
간도(間島)는 고대에는 북옥저와 백산말갈을 복속한 고구려, 발해의 영역이었다가 이후에는 여진족이 흩어져 살았다. 조선은 건국 초 세종대왕 집권기에 압록강과 두만강 남쪽의 여진족을 쫓아내거나 귀화시켜 4군과 6진을 설치했으나, 두 강의 북쪽으로 영토를 밀어올리지는 않았다.
1616년에 누르하치가 후금을 세운 후 1644년에 청나라가 명나라를 멸망시키면서, 만주족(여진족의 후신)의 상당수가 군사들을 따라 이 지역에서 중국 본토로 옮겨갔다. 이 과정에서 본래 만주족들이 살던 지역이 공동화(空洞化)되자, 청(淸)은 강희제 집권기인 1677년에 '흥경 이동, 이통주 이남, 백두산·압록강·두만강 이북 지역'을 청조의 발상지라 하여 봉금지(封禁地)로 정하고 만주족이 아닌 타민족의 거주와 개간, 삼림 벌채, 인삼 채취 등을 엄금하였다. 1636년에 병자호란을 겪으며 청의 위세를 실감한 조선 역시 압록강과 두만강의 북쪽 연안에 대한 도강을 엄금하고 '월강죄'로 다스렸다.
간도는 두만강과 그 지류인 해란강(海蘭江), 가야하(嘎呀河, 알아하), 훈춘하(琿春河, 혼춘하) 등 여러 물길의 연안을 중심으로 한 분지와 구릉으로서 땅이 기름지고 산림이 무성한 땅이었으나, 만주족은 농경보다 유목·수렵에 종사하였기 때문에 이 지역은 오랫동안 개간되지 못했다. 게다가 청 제국의 봉금정책으로 인해 150년 가까이 이 땅은 청조 통치자들을 위한 수렵지이자 삼(蔘) 등 약재의 채집지로 독점적으로 이용되는 상황이었다.

### 19세기 이후
19세기에 들어서 서슬퍼런 봉금령도 부패와 혼란으로 균열이 가기 시작했다. 1800년 조선은 왕권 강화를 위한 개혁정책을 추진하던 정조가 사망하면서 세도정치의 전횡과 부패로 민생이 도탄에 빠지고, 청나라 역시 건륭제 말년에 화신의 전횡과 부패로 국정이 문란해지면서 백련교도의 난(1796년 - 1804년) 등 거듭되는 반란이 일어나 국운이 기울기 시작했다.
19세기 초부터 세도정치의 학정(虐政)과 지방 수령의 수탈을 견디다 못한 조선의 농민들이 봉금령에도 불구하고 조선의 관권(官權)이 미치지 않는 두만강 이북으로 건너가 이주하기 시작했다. 게다가 청나라가 아편전쟁(1840년 - 1842년 / 1856년 - 1860년)과 태평천국의 난(1851년 - 1864년)으로 혼란에 빠져 월강에 대한 단속이 느슨해지고 조선의 함경도 지방에서 1869년(기사대흉년), 1870년(경오대흉년) 대흉년이 들자 수많은 조선사람들이 압록강 상류와 두만강을 건너 단속 자체가 어려운 지경에 이르게 되었다. 그러나, 여전히 청의 봉금령은 계속되었기 때문에 그 단속을 피해 간도에서 연해주로 다시 이주하는 주민들도 있었지만 이주민은 줄어들기는커녕 갈수록 늘어났다.
1881년에는 청나라가 '봉금령'을 폐지하였고, 1883년에 조선이 '월강금지령'을 폐지한 데 이어 1885년에 청나라가 조선인에 대한 만주 이주 금지령을 철폐하면서 조선인의 간도 유입 현상은 더욱 증가하였다.
20세기 초에도 일본 제국의 침략과 수탈에서 벗어나기 위해서 또는 항일 운동을 위해서 많은 조선인들이 이 곳으로 계속 이주했다. 1932년에 일본 제국은 만주에 괴뢰 국가인 만주국을 세우고 간도를 관할하는 젠다오 성(間島省, 간도성)을 설치했다. 간도는 1949년에 중화인민공화국의 통치 하에 들어갔고, 현재는 연변 조선족 자치주와 장백 조선족 자치현 등이 중국 행정구역으로 편제되어 있다.

## 백두산 정계비
1712년(숙종 38년), 백두산 천지(天池)의 남동쪽 4 km 지점에 조선과 청나라의 국경을 확인하는 백두산정계비가 세워졌다. 정계비에는 조·청 양국의 경계를 '서위압록 동위토문(西爲鴨綠 東爲土門)'이라 하고, 정계비는 그 분수령에 세워졌음을 명기하였다.

그러나, 청(淸)의 목극등(穆克登)이 사계(査界)를 한 이후에 조선 측은 '정계비로부터 동쪽 수계(水界)까지' 설책(設柵)을 하는 과정에서 목극등이 정한 수계가 두만강이 아닌 쑹화강(송화강)으로 흘러들어가는 문제를 발견하였다. 이에 조정에서 파견한 북평사는 설책 공사를 중지하라고 하였지만, 정계(定界)에 참여한 이들이 정계를 잘못한 책임을 지는 것이 두려워 목극등이 정한 수원(水源)에서 남쪽으로 20리 떨어진 곳에 새롭게 설책하였다. 조선 조정은 이후에 이 사실을 알게 되었지만, 이를 청나라가 알게 되면 목극등이 견책 받고 다른 청나라 사신이 와서 영토가 축소될 수도 있다는 우려 때문에 이런 상황을 그대로 두었다.

## 영유권 분쟁

### 19세기 말의 상황
1800년대 초부터 조선의 함경도 사람들이 두만강을 건너 간도(間島)로 이주하기 시작하여 1881년에는 연변 지역의 조선인이 1만명에 이르렀다. 1860년 베이징 조약으로 러시아에 연해주를 빼앗긴 청나라는 만주 개발을 위해 1881년 '봉금령'을 폐지하고 본토 주민들이 이 지역으로 이주하도록 하였다. 이 과정에서 간도에 있던 조선인과 청인 사이에 마찰이 생기면서 조선과 청나라 사이에 간도에 대한 영유권 문제가 본격적으로 대두되었다.
이에 조선은 1883년에 '월강금지령'을 폐지하고 어윤중·김우식에게 정계비와 그 주변 지형을 조사하게 하여 쑹화강(송화강)의 한 지류로 토문강이 있음을 확인한 뒤, 간도가 조선의 영토임을 주장하였다. 그러나, 청나라는 양국의 기본적인 국경선이 두만강이라는 전제하에 도문(圖們)과 토문(土門)은 모두 만주어에서 그 음이 유사하기 때문에 취한 것(借字, 차자)이므로 '토문은 곧 두만강을 지칭한다.'고 주장하였다.
조선과 청나라는 을유년(1885년)과 정해년(1887년)에 백두산과 그 동쪽의 국경을 명확히 획정하기 위한 감계(勘界) 회담을 가졌으나, 서로의 주장이 엇갈려 모두 결렬되었다.

### 20세기 이후
1903년(광무 7년) 대한제국은 간도에 대한 영유권을 주장하는 동시에 간도관리사 이범윤을 간도에 파견(1903년 10월 - 1905년 5월)하기도 했다. 당시 청나라는 의화단 사건의 여파로 만주 일대를 러시아 제국에 점령당하다시피 한 상태였다. 이러한 러시아 제국의 남진은 1905년에 발발한 러일 전쟁의 불씨가 되었다.
일본 제국은 1907년 8월 23일, 간도에 헌병과 경찰을 들여보내 용정(龍井)에 통감부 간도파출소를 설치하였으나, 1909년 9월 4일 청나라와 간도 협약을 체결하여 이 지역에 대한 청나라의 법적 권한을 인정하고 파출소를 철수하였다.(간도 협약이 체결된 당일, 청나라와 일본 제국은 만주 5안건 협약을 체결하였다.)
1962년 10월 12일 조선민주주의인민공화국과 중화인민공화국은 조중 변계 조약을 체결하여 백두산과 두만강 상류의 국경선을 명확히 획정하고, 두만강 이북 지역에 대한 영토권이 중화인민공화국에 있음을 확인하였다.
2000년대에는 한국 사회에서 간도 협약에 대한 이의를 제기할 수 있는 시한이 100년이기 때문에 2009년 9월에 그 시효가 완성된다는 일방적 주장이 신뢰할 만한 근거 제시 없이 사실인냥 유포되는 소동이 있기도 했다.

## 같이 보기
- 백두산정계비
- 조중 변계 조약
- 간도 문제
- 간도 협약
- 연변 조선족 자치주
- 장백 조선족 자치현
- 녹둔도
- 한국의 민족주의
- 선춘령